# El retrato de un canalla
El retrato de un canalla es una telenovela venezolana de 1984 producida por Venevisión y distribuida internacionalmente por Venevisión Internacional. Alba Roversi y Manuel Escolano como los principales protagonistas. 
El tema principal de la telenovela es "Haz lo que tú quieras" interpretada por Antonietta.

## Sinopsis
Andrea Moncayo es una muchacha triste marcada por el asesinato de su novio el día de su boda. Luego se casa con otro hombre noble que tiene dos hijas de su primer matrimonio y al tiempo se da cuenta de que no lo ama. 
Gabriel Serrano es un hombre frívolo hasta que conoce a Andrea y se enamora de ella, lo cual da a un encuentro entre su marido y el.

## Reparto
- Alba Roversi ... Andrea Moncayo
- Manuel Escolano ... Gabriel Serrano
- Raúl Xiques
- Yolanda Méndez
- Betty Ruth
- Elena Farías
- Enrique Alzugaray
- Tony Rodríguez
- José Oliva
- Luis Colmenares